# NGC 7759A
NGC 7759A је спирална галаксија у сазвежђу Водолија која се налази на NGC листи објеката дубоког неба.
Деклинација објекта је - 16° 32' 26" а ректасцензија 23h 48m 56,8s. Привидна величина (магнитуда) објекта NGC 7759 износи 14,8 а фотографска магнитуда 15,6. NGC 7759A је још познат и под ознакама MCG -3-60-19, PGC 72499.